# Kanuhuraa (Kaafu)
Pour les articles homonymes, voir Kanuhuraa.
Kanuhuraa est une petite île inhabitée des Maldives. C'est une des îles-hôtel des Maldives en accueillant depuis 1981 le Leisure Island Resort. Il a depuis été renommé Tari Village puis Dhon Veli Beach & Spa Resort. L'île est propice à la pratique du surf.

## Géographie
Kanuhuraa est située dans le centre des Maldives, à l'Est de l'atoll Malé Nord, dans la subdivision de Kaafu. 